# Strata-East Records
La Strata-East Records è una casa discografica ed etichetta statunitense specializzata nel jazz fondata nel 1971 da Charles Tolliver e Stanley Cowell con l'uscita della loro prima registrazione Music Inc.

## Storia
L'etichetta ha pubblicato oltre 50 album negli anni '70. Molte delle pubblicazioni dell'etichetta sono ora acclamate come esempi di post-bop, Jazz spirituale e afro-jazz degli anni '70.
Gil Scott-Heron ha registrato il suo album del 1974 Winter in America con Brian Jackson per la Strata-East. "The Bottle" presente nell'album, è stato un singolo popolare. Questo album è una delle registrazioni più note dell'etichetta.
Clifford Jordan e Bill Lee, padre di Spike Lee, furono impegnati in molte pubblicazioni.

## Discografia

### Serie SES
| Catalogo    | Artista                            | Album                                          | Note |
| ----------- | ---------------------------------- | ---------------------------------------------- | --- |
| SES 1971    | Charles Tolliver                   | Music Inc.                                     | |
| SES 1972    | Charles Tolliver                   | Live at Slugs' Volume I                        | |
| SES 1972-0  | Charles Tolliver                   | Live at Slugs' Volume II                       | |
| SES 1972-1  | Clifford Jordan                    | In the World                                   | |
| SES 1972-2  | Jazz Contemporaries                | Reasons in Tonality                            | |
| SES 1972-3  | Composer's Workshop Ensemble       | Composer's Workshop Ensemble                   | |
| SES 1972-4  | Mtume Umoja Ensemble               | Alkebu-Lan: Land of the Blacks                 | |
| SES 19730   | The Piano Choir                    | Handscapes                                     | Stanley Cowell, Nat Jones, Hugh Lawson, Webster Lewis, Harold Mabern, Danny Mixon, Sonelius Smith                                                                  |
| SES 19731   | Brother Ah                         | Sound Awareness                                | |
| SES 19732   | M'Boom                             | Re: Percussion                                 | Roy Brooks, Joe Chambers, Omar Clay, Max Roach, Warren Smith, Freddie Waits, Richard "Pablo" Landrum                                                               |
| SES 19733   | Pharoah Sanders                    | Izipho Zam (My Gifts)                          | |
| SES 19734   | Cecil Payne                        | Zodiac                                         | Kenny Dorham, Wilbur Ware, Wynton Kelly, Albert Heath |
| SES 19735   | Juju                               | A Message from Mozambique                      | |
| SES 19736   | Charles Brackeen                   | Rhythm X                                       | |
| SES 19737/8 | Clifford Jordan                    | Glass Bead Games                               | |
| SES 19739   | Billy Harper                       | Capra Black                                    | Reggie Workman, Billy Cobham, Elvin Jones, Warren Smith, George Cables, Dick Griffin, Julian Priester, Jimmy Owens                                                 |
| SES-19740/1 | Charles Tolliver                   | Live at the Loosdrecht Jazz Festival           | |
| SES 19742   | Gil Scott-Heron and Brian Jackson  | Winter in America                              | |
| SES 19743   | Stanley Cowell                     | Musa: Ancestral Streams                        | |
| SES 19744   | The Descendants of Mike and Phoebe | A Spirit Speaks                                | |
| SES 19745   | Charles Tolliver                   | Live in Tokyo                                  | |
| SES-19746   | Charlie Rouse                      | Two Is One                                     | |
| SES 19747   | Dick Griffin                       | The Eighth Wonder                              | |
| SES 19748   | The John Betsch Society            | Earth Blossom                                  | John Betsch, Billy Pluett, Bob Holmes, Ed "Lump" Williams, Jim Bridges, Phil Royster                                                                               |
| SES 19749   | Weldon Irvine                      | In Harmony                                     | |
| SES 7410    | The Cosmic Twins                   | The Waterbearers                               | John Lewis, Ron Burton |
| SES 7411    | Muriel Winston                     | A Fresh Viewpoint                              | |
| SES 7412    | Shamek Farrah                      | First Impressions                              | |
| SES 7413    | Charles Sullivan                   | Genesis                                        | Alex Blake, Anthony Jackson, Lawrence Killian, Alphonse Mouzon, Billy Hart, Sharon Freeman, Onaje Allen Gumbs, Stanley Cowell, Sonny Fortune, Dee Dee Bridgewater  |
| SES 7416    | Keno Duke/Contemporaries           | Sense of Values                                | |
| SES 7417    | Cecil McBee                        | Mutima                                         | |
| SES 7418    | The Ensemble Al-Salaam             | The Sojourner                                  | |
| SES 7420    | Juju                               | Chapter Two: Nia                               | |
| SES 7421    | Jayne Cortez                       | Celebrations and Solitudes                     | |
| SES 7422    | Composer's Workshop Ensemble       | We've Been Around                              | |
| SES 7423    | Sonny Fortune                      | Long Before Our Mothers Cried                  | |
| SES 7425    | Charles Davis                      | Ingia!                                         | |
| SES 7430    | Shirley Scott                      | One for Me                                     | |
| SES 7431    | Harold Vick                        | Don't Look Back                                | |
| SES 19750   | The Piano Choir                    | Handscapes 2                                   | Ron Burton, Stanley Cowell, Nat Jones, Hugh Lawson, Webster Lewis, Harold Mabern, Sonelius Smith                                                                   |
| SES 19752   | The Brass Company                  | Colors                                         | Bill Hardman, Eddie Preston, Harry Hall, Lonnie Hillyer, Billy Higgins, Sonny Brown, with "special guests"; Charles Tolliver, Clifford Jordan, and Stanley Cowell. |
| SES 19754   | Billy Parker's Fourth World        | Freedom of Speech                              | Cecil McBee, Cecil Bridgewater, Ronald Bridgewater, Dee Dee Bridgewater                                                                                            |
| SES 19757   | Charles Tolliver                   | Impact                                         | |
| SES 19758   | Milton Marsh                       | Monism                                         | |
| SES 19759   | Larry Ridley                       | Sum of the Parts                               | Cornell Dupree, Sonny Fortune, Onaje Allan Gumbs, Grady Tate |
| SES 19760   | John Gordon                        | Step By Step                                   | Andrew Cyrille, Charles Tolliver, Roland Alexander, Lisle Atkinson                                                                                                 |
| SES 19761   | George Russell                     | Electronic Sonata for Souls Loved by Nature    | |
| SES 19765   | Stanley Cowell                     | Regeneration                                   | |
| SES 19766   | The Heath Brothers                 | Marchin' On                                    | |
| SES 7610    | The Warm Voice of Billy C          | Where Have You Been, Billy Boy?                | Charles Davis, Bill Lee, Sonny Brown, Kiane Zawadi, Cliff Lee, Stanley Cowell, George Coleman, Eddie Preston                                                       |
| SES 19771   | Shamek Farrah e Sonelius Smith     | The World of the Children                      | |
| SES 19772   | Bruce Johnson e Rodney Jones       | The Liberation of the Contemporary Jazz Guitar | Duo |
| SES 19780   | John Gordon                        | Erotica Suite                                  | Lyle Atkinson, Frank Derrick III, John Miller, James Spaulding, John Gordon, Waymon Reed                                                                           |
| SES 8001    | Charles Tolliver                   | Compassion                                     | |
| SES 8002    | John Hicks                         | Hells Bells                                    | Clint Houston, Cliff Barbaro |
| SES 8003    | The New York Bass Violin Choir     | The New York Bass Violin Choir                 | Lisle Atkinson, Micheal Fleming, Milt Hinton, Richard Davis, Ron Carter, Sam Jones, Bill Lee, Harold Mabern, Sonny Brown, George Coleman                           |

### Serie SECD
- SECD 9001 (Bellaphon 660-51-004) - Charles Tolliver Music Inc & Orchestra - Impact, incisione del gennaio 17, 1975, pubblicata su CD 1990.
- SECD 9002 (Bellaphon 660-51-002) - John Hicks - Hells Bells, incisione del maggio 21, 1975, pubblicata su CD 1990.
- SECD 9003 (Bellaphon 660-51-001) - Charles Tolliver - Live In Berlin At The Quasimodo/Vol.1, incisione del luglio 21/22, 1988, pubblicata su CD 1990.
- SECD 9004 (Bellaphon 660-51-008) - Stanley Cowell, Billy Harper, Reggie Workman, Billy Hart - Such Great Friends, incisione del luglio 7, 1983, pubblicata su CD 1991.
- SECD 9005 (Bellaphon 660-51-003) - The Heath Brothers Featuring Stanley Cowell - Marchin' On!, incisione del 1975, pubblicata su CD 1990.
- SECD 9006 (Bellaphon 660-51-005) - John Gordon - Step By Step, incisione del settembre 22, 1975, pubblicata su CD 1990.
- SECD 9008 (Bellaphon 660-51-010) - John Hicks  - Steadfast, incisione del maggio 21, 1975, pubblicata su CD 1991.
- SECD 9009 (Bellaphon 660-51-006) - Cecil McBee - Mutima, incisione del maggio 8, 1974, pubblicata su CD 1991.
- SECD 9010 (Bellaphon 660-51-009) - Charles Tolliver Music Inc & Big Band - Music Inc. & Big Band, incisione del novembre 11, 1970, pubblicata su CD 1991.
- SECD 9011 (Bellaphon 660-51-007) - Charles Tolliver Music Inc - Compassion, incisione del novembre, 1977, pubblicata su CD 1991.
- SECD 9012 (Bellaphon 660-51-012) - Charlie Rouse - Two Is One, incisione del 1974, pubblicata su CD 1992.
- SECD 9013 (Bellaphon 660-51-011) - Charles Tolliver - Live In Berlin At The Quasimodo/Vol.2, incisione del luglio 21/22, 1988, pubblicata su CD 1992.
- SECD 9014 (Bellaphon 660-51-013) - Larry Ridley - Sum Of The Parts, incisione del giugno 1975, pubblicata su CD 1992.
- SECD 9015 (Bellaphon 660-51-016) - Charles Tolliver Music Inc - Live In Tokyo, incisione del dicembre 7, 1973, pubblicata su CD 1992.
- SECD 9016 (Bellaphon 660-51-014) - Music Inc - Live At Historic Slugs', incisione del maggio 1, 1970, pubblicata su CD 1992.
- SECD 9017 (Bellaphon 660-51-015) - Gil Scott-Heron/Brian Jackson - Winter In America, incisione del settembre/ottobre 1973, pubblicata su CD 1992.
- SECD 9018 (Bellaphon 660-51-020) - Larry Ridley & the Jazz Legacy Ensemble - Live at Rutgers University, incisione del 1989, pubblicata su CD 1993.
- SECD 9019 (Bellaphon 660-51-022) - Billy Harper - Capra Black, incisione del 1973, pubblicata su CD 1993.
- SECD 9020 (Bellaphon 660-51-017) - Clifford Jordan - Glass Bead Games Volume 1, incisione del ottobre 29, 1973, pubblicata su CD 1992.
- SECD 9021 (Bellaphon 660-51-023) - Clifford Jordan - Glass Bead Games Volume 2, incisione del ottobre 29, 1973, pubblicata su CD 1993.
- SECD 9022 (Bellaphon 660-51-018) - Pharoah Sanders - Izipho Zam, incisione del gennaio 14, 1969, pubblicata su CD 1993.
- SECD 9024 (Bellaphon 660-51-021) - Cecil Payne - Zodiac, incisione del dicembre 16, 1968, pubblicata su CD 1993.
- SECD 9026 (Bellaphon 660-51-019) - Charles Brackeen - Rhythm X, incisione del gennaio 26, 1968, pubblicata su CD 1993.
- SECD 9028 (Bomba BOM542) - Stanley Cowell - Musa • Ancestral Streams, incisione del dicembre 10/11, 1973, pubblicata su CD 1996.
- SECD 9031 (Bomba BOM545) - Shamek Farrah & Sonelius Smith - The World Of The Children, incisione del aprile, 1976, pubblicata su CD 1996.